# Artemio Franchi
Artemio Franchi (phát âm tiếng Ý: [arˈtɛːmjo ˈfraŋki]) (8 tháng 1 năm 1922 – 12 tháng 8 năm 1983) là một nhà quản lý bóng đá người Ý.

## Tiểu sử
Artemio Franchi sinh ra ở Firenze có cha mẹ là những người đến từ Siena. Năm 1943, khi đang theo học Khoa Kinh tế thương mại thì ông bị gọi đi nhập ngũ và đã chuyển đến miền nam nước Ý. Ông trở lại Firenze vào tháng 10 năm 1944 và tiếp tục việc học sau đó làm việc cho một công ty vận tải. Ông sau đó theo học một khóa trọng tài và chính thức lần đầu tiếp xúc với thế giới bóng đá. Năm 1948, ông tốt nghiệp loại ưu ngành Luật Quốc tế và năm sau đó kết hôn tại Duomo với một đám cưới được chủ trì bởi mục sư Raffaele Bensi.
Carlo Antonini tiếp quản Fiorentina từ Ardelio Allori vào năm 1948, giao lại quyền thư ký văn phòng cho Artemio Franchi. Nhờ tài kinh doanh và sự cố vấn của Luigi Ferrero, ông đã đưa nhiều danh thủ về Fiorentina như Ardico Magnini, Sergio Cervato, Giuseppe Chiappella, Francesco Rosetta.
Sau khi trở thành giám đốc thể thao tại Fiorentina, ông trở thành chủ tịch Liên đoàn bóng đá Ý vào năm 1967, khi kế nhiệm Giuseppe Pasquale. Dưới sự quản lý của ông, đội tuyển Ý được dẫn dắt bởi huấn luyện viên Ferruccio Valcareggi đã có lần đầu tiên vô địch EURO 1968 và Á quân World Cup 1970.
Ngày 15 tháng 3 năm 1973 Franchi được bầu làm chủ tịch UEFA. Đến năm 1974, ông được bầu làm phó chủ tịch FIFA. Đây là lý do mà ông rời ghế chủ tịch Liên đoàn bóng đá Ý nhường lại cho Franco Carraro. Đến năm 1978, ông lại tiếp quản chủ tịch Liên đoàn bóng đá Ý, khi Carraro được bổ nhiệm làm chủ tịch Ủy ban Olympic quốc gia Ý. Ông giữ cương vị tại UEFA và FIFA cho đến khi qua đời vào năm 1983.
Ông mất trong một vụ tai nạn xe hơi vào ngày 12 tháng 8 năm 1983, khi đang lái chiếc xe Fiat Argenta trên đường đến Siena để tham gia một cuộc đua ngựa Palio di Siena. Cung đường giữa làng Taverne d'Arbia và thị trấn Asciano, xe của ông đang đi trên đường nhựa ướt đến khúc cua đã đâm vào xe tải. Ngày nay, một tấm bia tưởng nhớ ông đã được dựng lên tại đó. Thi hài của ông được chôn cất tại Nghĩa trang Soffiano ở Firenze. Năm 1991, sân vận động Thành phố Firenze đã được đặt theo tên của ông và trở thành "sân vận động Artemio Franchi". Tên của ông còn được đặt cho sân vận động ở Siena cũng như Cúp Artemio Franchi, một giải đấu được tổ chức hai lần giữa hai nhà vô địch Nam Mỹ và châu Âu. Năm 2011, tên của ông được vinh danh trong Đại sảnh Danh vọng Bóng đá Ý.
Lễ tưởng niệm dành riêng cho Artemio Franchi được tổ chức trong hai trận đấu của ACF Fiorentina với các đội bóng châu Âu khác lần lượt là FC Barcelona năm 2008 và Paris Saint-Germain năm 2009.